# 삼국 동맹 (1882년)

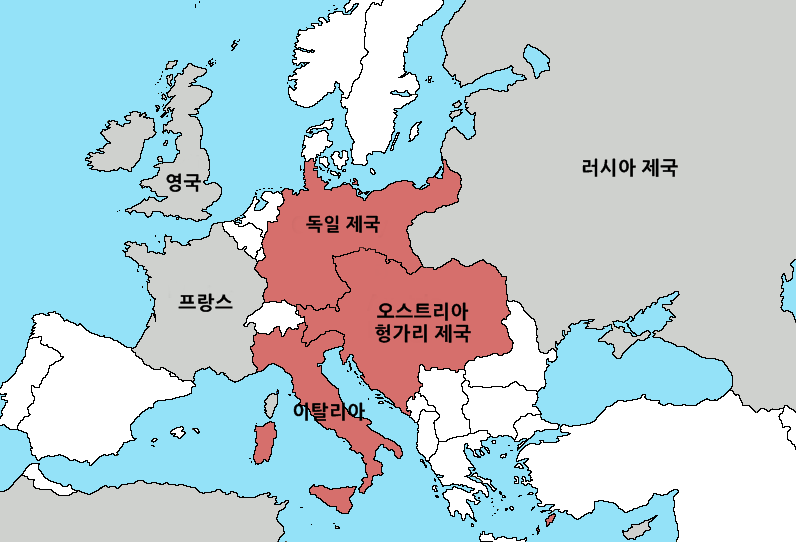
1913년의 삼국 동맹 영토 (붉은색).

삼국 동맹(三國同盟, 영어: Triple Alliance)은 독일 제국, 오스트리아-헝가리 제국, 이탈리아 왕국이 맺은 동맹이다.
1879년 독일 제국과 오스트리아-헝가리 제국이 먼저 독오 동맹을 체결하였다. 이는 독일 제국의 오토 폰 비스마르크가 1871년에 있었던 독일의 통일 이후에 프랑스 고립 정책을 취하는 한편 러시아 제국의 남하 정책을 경계하는 입장을 취하면서 프랑스, 러시아 제국 등과의 갈등 관계를 유지하는 과정에서 이루어진 동맹이었다.
1881년 프랑스가 튀니지를 점령하여 보호국화하자 일찍부터 이곳에 야심을 품고 있던 이탈리아 왕국은 프랑스와 갈등 관계가 지속되었다. 이탈리아는 1882년 5월 20일에 5년 기한으로 독일, 오스트리아-헝가리 제국과 동맹을 체결하였다. 그렇지만 이탈리아는 미회수된 이탈리아 문제를 놓고 오스트리아-헝가리 제국과의 영토 분쟁을 갖고 있었고 1902년에는 독일이 프랑스를 공격했을 때에는 이탈리아가 중립을 취하기로 하는 내용이 담긴 프랑스와의 비밀 협상을 진행했다.
1915년 4월 이탈리아가 삼국 협상(영국, 프랑스, 러시아 제국)과 함께 런던 조약을 체결하고 연합국 진영에 가담하는 한편 독일 제국, 오스트리아-헝가리 제국에 선전포고하면서 삼국 동맹은 붕괴되고 만다.

## 같이 보기
- 삼국협상